# George Armitage Miller
|  | Per a altres significats, vegeu «George Miller». |

George Armitage Miller (Charleston, 3 de febrer del 1920 – Plainsboro 22 de juliol del 2012) fou un psicòleg estatunidenc, un dels fundadors de la psicologia cognitiva i, més àmpliament, de la ciència cognitiva. També contribuí al naixement de la psicolingüística. Escriví diversos llibres i fou director del WordNet, una base de dades de vocabulari emprada per programes d'informàtica. Es feu famós per l'article El màgic nombre set, més o menys dos, en què feia notar que el nombre màxim de coses que podem recordar a curt termini és 7 (amb una variació de 5 a 9, segons les persones). Miller inicià la seva carrera dins el corrent imperant en aquell moment, el conductisme, el qual evitava l'estudi dels processos mentals i se centrava en la part observable de la conducta. Després, trobà insuficient aquest enfocament i començà a dissenyar tècniques experimentals i mètodes matemàtics que l'ajudessin a analitzar els processos mentals de la conducta, centrant-se en particular en el llenguatge. Treballà principalment a la Universitat Harvard, al MIT i a la Universitat de Princeton. Fou col·laborador i treballà conjuntament amb figures rellevants com Noam Chomsky. Per haver orientat la psicologia vers el camp dels processos mentals i per haver unit aquest moviment a la teoria de la informació, la teoria de la computació i la lingüística, Miller és considerat un dels grans psicòlegs del segle XX i és un dels vint més citats.

## Biografia
Miller nasqué a Charleston, West Virginia. Son pare, George E. Miller, era executiu d'una empresa de l'acer. Poc després de nàixer, sons pares es divorciaren i ell passà a viure amb sa mare, Florence. Era l'època de la gran depressió econòmica. El 1937 acabà els estudis bàsics i després ell, sa mare i el seu padrastre es traslladaren a Washington DC. Assistí durant un any a la Universitat George Washington. La seva família practicava la Ciència Cristiana, que advocava emprar la pregària per sanar malalts en comptes de fer servir la ciència mèdica. Quan el seu padrastre fou destinat a Birmingham (Alabama), Miller continuà els estudis en la universitat d'aquell estat. A la Universitat d'Alabama es matriculà a classe de fonètica, i Patologia de la parla; el 1940 es graduà en Història i discurs, i l'any següent realitzà un màster sobre oratòria. Fou membre del club d'art dramàtic, ja que estava promogut pel Departament d'Oratòria. Rebé la influència del professor Donald Ramsdell, que l'introduí en la psicologia i, l'engrescà a apuntar-se a un seminari, on casualment coneixeria a la seva futura esposa, Katherine James. Es casaren el 29 de novembre del 1939. Katherine morí el gener del 1996. Miller es tornà a casar, el 2008, amb Margaret Ferguson Skutch Page.
Miller fou professor a Alabama del curs d'Introducció a la Psicologia, durant dos anys. El 1942 es traslladà a la Universitat Harvard i l'any següent inicià la seva tesi. Participà en el laboratori de psicoacústica, sota la supervisió de Stanley Smith Stevens, per investigar les comunicacions de veu a l'exèrcit, programa fet en suport al Cos de Comunicacions de l'Exèrcit durant la Segona Guerra Mundial. Obtingué el doctorat el 1946; amb un treball titulat El disseny òptim dels senyals de bloqueig, que fou classificat d'alt secret per l'exèrcit del seu país.
Mentre donava classe com a professor adjunt, escriví un llibre que titulà Llenguatge i comunicació, que fou publicat el 1951. L'any 1950, s'agafà un any sabàtic i aprofità per visitar un amic a l'Institut d'Estudis Avançats de la Universitat de Princeton, ja que seguia interessat en les matemàtiques. Miller entaulà amistat amb Robert Oppenheimer, amb qui solia jugar a l'esquaix. El 1951, Miller començà a treballar al MIT, com a professor associat de psicologia, allà participà en investigacions sobre la comunicació per la veu i ergonomia. Com a resultat d'aquest treball, aconseguí identificar els trets mínims de veu que requereix un discurs per ser intel·ligible. El 1955, fou invitat a donar una conferència a l'Associació de Psicologia de l'Est. Allà aprofità per presentar El màgic nombre set, més o menys dos, que seria publicat i esdevindria mundialment conegut, dins del camp de la psicologia cognitiva. Si bé, des de l'època de William James, els psicòlegs donaven per fet que hi ha dos tipus de memòria: a llarg termini i a curt termini, i que aquesta darrera semblava limitada, ningú havia aconseguit establir-ne la quantitat d'informació fins que Miller hi establí la xifra. Més endavant, Miller es lamentava de que sovint citessin aquest article fora de context i, fent broma, deia que se sentia perseguit per un nombre enter.
De retorn a Harvard, hi obtingué plaça fixa el 1958, i amplià la seva recerca per saber com el llenguatge afecta la cognició humana. Allà conegué Noam Chomsky, que seria un altre dels fundadors de la nova ciència del llenguatge. Van passar junts un estiu a Stanford, on les famílies d'ambdós compartiren una casa. Entre el 1958–59, Miller marxà a Palo Alto (California) per treballar en el Centre d'Estudis Avançats en Ciències de la Conducta, on col·laborà amb Eugene Galanter i Karl Pribram en el llibre Plànols i estructura de la conducta. El 1960, juntament amb Jerome Bruner, fundaren el Centre d'Estudis Cognitius a Harvard. A partir d'aquell moment el terme cognitivisme s'empraria entre els psicòlegs en contraposició al conductisme, corrent que insistia en afirmar que la conducta no podia ser estudiada amb un mètode científic. Aquest centre atragué notables visitants com Jean Piaget, Alexander Luria i Chomsky. A Miller li adjudicaren la càtedra de psicologia.
El 1967, Miller anà a la Universitat Rockefeller, on impartiria classes fins al 1982. Després d'això es traslladà a Princeton, amb la distinció James S. McDonnell d'aquella universitat. El 1986 també a Princeton es creà un Laboratori de Ciència Cognitiva, Miller hi participà i dirigí el Programa de Ciència Cognitiva McDonnell-Pew. Finalment esdevingué professor emèrit i investigador sènior a Princeton.
Miller fou nomenat doctor honoris causa a la Universitat de Sussex (1984), la de Columbia (1980), la de Yale (1979), la Universitat Catòlica de Lovaina (1978), la Carnegie Mellon University (en humanitats, 2003), i un títol DSC (Doctor de les Ciències) al Williams College de Massachusetts (2000). Fou escollit president de l'Acadèmia Americana de les Arts i les Ciències el 1957, de l'Acadèmia Nacional de les Ciències el 1962, de l'Associació de Psicologia de l'Est el 1962, de l'Associació Americana de Psicologia el 1969, i de la Reial Acadèmia Neerlandesa de les Arts i les Ciències el 1985. Miller fou el principal orador de la primera convenció de l'Associació de Ciència Psicològica, realitzada el 1989. Fou nomenat Company de recerca de Fulbright a la Universitat d'Oxford el curs 1964–65, i el 1991 rebé la Medalla Nacional de la Ciència.
Morí a Plainsboro (New Jersey), a causa d'una pneumònia, en els darrers anys patia de demència senil. A la seva mort ja ningú dubtava que la cognició humana pot ser objecte d'estudi científic.

## Llibres
Miller va ser autor de diversos llibres, molts considerats les primeres obres importants en els seus respectius camps.

### Llengua i comunicació, 1951
Miller's Language and Communication va ser un dels primers textos significatius en l'estudi del comportament lingüístic. El llibre era un estudi científic del llenguatge, posant èmfasi en dades quantitatives, i es basava en el model matemàtic de la teoria de la informació de Claude Shannon. Va utilitzar un model probabilístic imposat a un esquema d'aprenentatge per associació manllevat del conductisme, amb Miller encara no vinculat a una perspectiva cognitiva pura. La primera part del llibre va repassar la teoria de la informació, la fisiologia i l'acústica de la fonètica, el reconeixement i la comprensió de la parla i les tècniques estadístiques per analitzar el llenguatge. El focus era més en la generació de la parla que no pas en el reconeixement. La segona part tenia la psicologia: diferències idiosincràtiques entre les persones en l'ús de la llengua; lingüística del desenvolupament; l'estructura de les associacions de paraules en les persones; ús del simbolisme en el llenguatge; i aspectes socials de l'ús de la llengua.
En revisar el llibre, Charles E. Osgood va classificar-lo com un text de grau basat més en fets objectius que en construccions teòriques. Va pensar que el llibre era detallat sobre alguns temes i massa breu sobre d'altres no relacionats directament amb l'àrea d'expertesa de l'autor. També va criticar l'ús que Miller va fer de l'aprenentatge de resposta a estímuls d'una sola etapa i senzill skinnerià per explicar l'adquisició i l'ús del llenguatge humà. Aquest enfocament, per Osgood, va fer impossible analitzar el concepte de significat i la idea de llenguatge constituït per signes de representació. Va trobar l'objectiu del llibre en el seu èmfasi en els fets per sobre de la teoria i en representar clarament l'aplicació de la teoria de la informació a la psicologia.

### Els plans i l'estructura del comportament, 1960
A Plans i l'estructura del comportament, Miller i els seus coautors van intentar explicar a través d'una perspectiva computacional d'intel·ligència artificial com els animals planifiquen i actuen. Aquesta va ser una ruptura radical del conductisme que explicava el comportament com un conjunt o seqüència d'accions d'estímul-resposta. Els autors van introduir un element de planificació que controlava aquestes accions. Van veure que tots els plans s'executaven basant-se en l'entrada utilitzant una informació emmagatzemada o heretada de l'entorn (anomenada imatge) i utilitzant una estratègia anomenada test-operate-test-exit (TOTE). La imatge era essencialment una memòria emmagatzemada de tot el context passat, semblant al mapa cognitiu de Tolman. L'estratègia TOTE, en la seva fase de prova inicial, va comparar l'entrada amb la imatge; si hi havia incongruència, la funció operar intentava reduir-la. Aquest cicle es repetiria fins que la incongruència desaparegués, i després s'invocaria la funció de sortida, passant el control a una altra unitat TOTE en un esquema jeràrquic.
Peter Milner, en una revisió al Canadian Journal of Psychology, va assenyalar que el llibre no tenia detalls concrets sobre la implementació de l'estratègia TOTE. També va considerar críticament que el llibre no era capaç d'enllaçar el seu model amb detalls de la neurofisiologia a nivell molecular. Segons ell, el llibre només cobria el cervell a nivell brut d'estudis de lesions, mostrant que algunes de les seves regions podrien implementar algunes estratègies TOTE, sense donar al lector una indicació de com la regió podria implementar l'estratègia.

### La psicologia de la comunicació, 1967
L'obra de Miller de 1967, The Psychology of Communication, era una col·lecció de set articles publicats anteriorment. El primer Informació i memòria tractava de la fragmentació, presentant la idea de separar la longitud física (el nombre d'ítems presentats per aprendre) i la longitud psicològica (el nombre d'idees amb què el destinatari aconsegueix classificar i resumir els ítems). La capacitat de la memòria a curt termini es va mesurar en unitats de longitud psicològica, argumentant en contra d'una interpretació conductista pura, ja que el significat dels ítems, més enllà del reforç i el càstig, era fonamental per a la durada psicològica.
El segon assaig va ser el treball sobre el número màgic set. El tercer, L'enllaç humà als sistemes de comunicació, va utilitzar la teoria de la informació i la seva idea de la capacitat del canal per analitzar l'ample de banda de la percepció humana. L'assaig va concloure quant del que ens incideix podem absorbir ja que el coneixement es limitava, per a cada propietat de l'estímul, a un grapat d'ítems. El document sobre "Psicolingüistes" va descriure com l'esforç tant per parlar com per entendre una frase estava relacionat amb la quantitat d'autoreferència a estructures-presents-similars-dins que hi havia quan la frase es desglossava en clàusules i frases. El llibre, en general, va utilitzar la visió chomskiana de veure les regles de la gramàtica del llenguatge com una base biològica —desmentint la simple idea conductista que el rendiment del llenguatge millora amb el reforç— i utilitzant les eines d'informació i càlcul per situar hipòtesis en un marc teòric sòlid. i analitzar les dades de manera pràctica i eficient. Miller va abordar específicament les dades experimentals que refutaven el marc conductista a nivell conceptual en el camp del llenguatge i la cognició. Va assenyalar aquest conductisme només qualificat a nivell de cognició, i no el va enderrocar en altres àmbits de la psicologia.

## Llegat
La Cognitive Neuroscience Society va establir un premi George A. Miller el 1995 per les contribucions al camp.
L'Associació Americana de Psicologia va establir un premi George A. Miller el 1995 per un article destacat sobre psicologia general. Des de 1987 el departament de psicologia de la Universitat de Princeton ha lliurat anualment el premi George A. Miller a la millor tesi sènior interdisciplinària en ciència cognitiva. L'article sobre el número màgic set continua sent citat tant per la premsa popular per explicar l'afició pels números de telèfon de set dígits i per argumentar en contra dels codis postals de nou dígits, com per l'acadèmia, especialment la psicologia moderna, per destacar la seva ruptura amb el paradigma conductista.
Miller va ser considerat el 20è psicòleg més eminent del segle XX en una llista republicada per, entre d'altres, l'Associació Americana de Psicologia.